# Sapura Energy
Sapura Energy Berhad (anciennement SapuraKencana Petroleum Berhad) est une société malaisienne intégrée de services pétroliers et gaziers basée à Selangor en Malaisie . Sapura Energy exerce ses activités dans plus de 20 pays, tels que la Chine, l'Australie, les États-Unis d'Amérique et ceux d'Afrique de l'Ouest et du Moyen-Orient, employant environ 13.000 personnes. Les activités de Sapura Energy couvrent l'exploration, le développement, la production, le rajeunissement, l'entretien et le démantèlement. La société a été formée via une fusion entre SapuraCrest et Kencana en mai 2012 et se négocie sur le marché principal de Bursa Malaysia (en). La société a été renommée Sapura Energy Berhad le 24 mars 2017 .

## Activités principales

### Ingénierie et construction
L'une des activités principales de Sapura Energy est l'ingénierie et la construction, qui comprend la création de plate-forme pétrolière offshore et de pipeline sur fond marin maritimes pour l'industrie pétrolière. Il est soutenu par un groupe stratégique de navire poseur de canalisations (Pipe-laying ship) construits par Royal IHC aux Pays-Bas, dont six sont pleinement opérationnels pour Petróleo Brasileiro SA (Petrobras) au Brésil. Les navires sont équipés de véhicule sous-marin téléguidé (ROV) développé et construit par Total Marine Technology Pty Ltd (TMT), une filiale australienne de SapuraKencana (en) .
- Sapura Esmeralda (2015)
- Sapura Jade (2015)
- Sapura Diamante (2014)
- Sapura Ônix (2015)
- Sapura Topázio (2014)
- Sapura Rubi (2016)

### Opérations et maintenance
Grâce à ses solutions d'ingénierie, d'approvisionnement, de construction, d'installation et de mise en service (EPCIC), Sapura Energy propose également à ses clients des services d'exploitation et de maintenance (O&M) de l'industrie pétrolière et gazière. Ses services de soutien en mer vont de la maintenance de surface, des services sous-marins, du rajeunissement des friches industrielles et de la géo-enquête et géotechnique, à la fourniture de navire de ravitaillement offshore (Offshore Supply Vessel) .
- Sapura Constructor
- Sapura Achiever
- Sapura Jane
- Sapura Conquest
- MV Gemia
- KPV Kapas

### Forage et réalisation
Premier propriétaire et exploitant de FPSO (barge pécialisée) au monde, Sapura Energy détient plus de 50% de la part de marché mondiale . En 2013, Sapura Energy a acheté pour 2,9 milliards de dollars de FPSO/FSO à la société de forage en eau profonde Seadrill, élargissant ainsi ses offres de forage offshore activités de plate-forme d'appel d'offres de la société . La société a plus de quatre décennies d'expérience dans les opérations de forage et perce plus de 400 puits en un an.

### Exploration et production
Sapura Energy est également connue pour son exploration et sa production de pétrole et de gaz. En 2014, la division énergie de la société a pu lever 5,1 millions de barils d'équivalent pétrole des champs de Malaisie péninsulaire. La même année, elle a atteint un taux de réussite d'exploration de 100% grâce à ses cinq découvertes de gaz importantes dans le projet SK408 du Sarawak.

### Articles externes
- Sapura Energy - Site officiel
- Flotte Sapura